# Streekziekenhuis Koningin Beatrix
Het Streekziekenhuis Koningin Beatrix (SKB) is een middelgroot algemeen ziekenhuis in de Nederlandse plaats Winterswijk (provincie Gelderland), vernoemd naar voormalig koningin Beatrix. Het telt 24 medische specialismen en een eigen openbare apotheek.

## Geschiedenis
In 1872 was er een klein ziekenhuis met zes bedden aan de Waliënseweg in Winterswijk. Enkele jaren later werd het Gasthuis van de diaconie der Nederlands-Hervormde gemeente geopend, bedoeld voor minderbedeelde ouderen en zieken. In 1926 werden in Winterswijk twee nieuwe ziekenhuizen geopend: het Sint Elisabeth Ziekenhuis aan de Vredenseweg en het Algemeen Ziekenhuis aan de Eelinkstraat. Deze ziekenhuizen fuseerden in 1984 met het Sint Vincentius Ziekenhuis in Groenlo en het Sint Bonifatius ziekenhuis in Lichtenvoorde. Het nieuwe Streekziekenhuis Koningin Beatrix verrees aan de westrand van Winterswijk, zodat dit voor patiënten uit de naburige plaatsen goed te bereiken is.

## Organisatie
Het ziekenhuis telt 214 bedden, een kleine 1100 medewerkers en 24 afdelingen. Er zijn buitenpoliklinieken in Eibergen en Ruurlo. Voorheen waren er buitenpoliklinieken in Groenlo en Lichtenvoorde.
In het ziekenhuis is naast een Raad van Bestuur en een Medisch Stafbestuur, een Raad van Toezicht actief die integraal toezicht houdt op het beleid van de Raad van Bestuur en op de algemene gang van zaken in het ziekenhuis. Daarnaast is er een wettelijk-adviesorgaan, de Cliëntenraad, dat de belangen van cliënten vertegenwoordigt. De cliënten zijn (potentiële) patiënten, hun familie en vrienden, bezoekers en patiëntenorganisaties.
In de vorm van een facilitair bedrijf biedt het ziekenhuis onderdak aan onder andere een openbare kapsalon, een winkel, een restaurant en een apotheek. Ook is er een stilteruimte die dag en nacht geopend en voor iedereen toegankelijk is. In samenwerking met een regionale zorginstelling is er een thuiszorgwinkel gevestigd waar producten rolstoelen, rollators, krukken, ondersteken, relaxfauteuils, bedklossen, aangepast bestek en sprekende horloges te koop en te huur zijn.

### Opleidingscentrum
Het Streekziekenhuis Koningin Beatrix biedt in de vorm van een intern opleidingscentrum opleidingen en vervolgopleidingen aan voor havo-, vwo- en mbo-niveau vier leerlingen. De opleidingen worden in combinatie met werken in het ziekenhuis gevolgd.

## Samenwerkingsverbanden

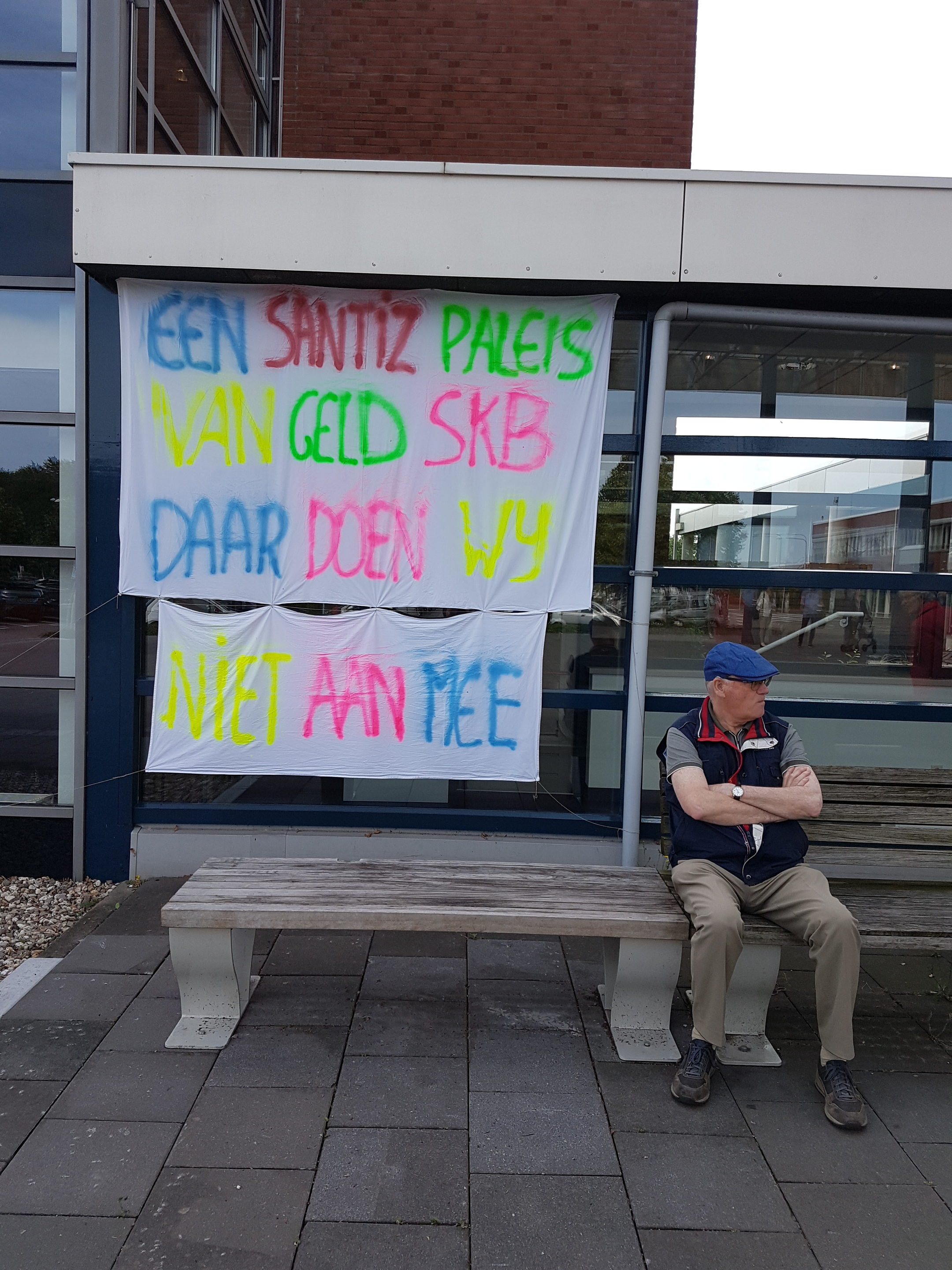
In het voorjaar van 2020 protesteert het personeel van het SKB tegen de fusie met het Slingelandziekenhuis.

Het SKB maakt evenals stichting Zorgcombinatie Marga Klompé, Livio en Sensire, deel uit van het Achterhoeks Initiatief Ketenzorg (AIK); een samenwerkingsverband tussen regionale zorgaanbieders en andere relevante partijen, gericht op het bevorderen van de samenhang in de zorg in de regio Oost-Achterhoek.
Het Achterhoeks Initiatief Ketenzorg initieert en faciliteert projecten en -programma’s, activiteiten en initiatieven die zijn gericht op samenhang en afstemming van zorg in de regio. Actieve samenwerking vindt plaats op het gebied van onder andere COPD, dementie en hartfalen. Naast de initiatiefnemers zijn relevante partijen zoals 't Roessingh, GGNet, VIT Oost-Gelderland, huisartsen, zorgverzekeraars en patiëntenverenigingen betrokken bij de programma’s.
Daarnaast is begin 2012 in samenwerking met het Medisch Spectrum Twente (Enschede) een dialysecentrum geopend. Ook is het netwerk Oostzorg Oost Nederland in samenwerking met Gelre ziekenhuizen en het Deventer Ziekenhuis opgericht.
Het Slingeland Ziekenhuis te Doetinchem en het Streekziekenhuis Koningin Beatrix waren van 1 januari 2017 tot en met 31 december 2020 bestuurlijk gefuseerd onder de overkoepelende naam Santiz ("sant" is afgeleid van santé, Frans voor gezondheid). De fusie is per 1 januari 2021 weer ongedaan gemaakt, na massaal verzet van de bevolking en medewerkers van het SKB toen bleek dat veel afdelingen in het Winterswijkse ziekenhuis gesloten zouden worden om de  nieuwbouw in Doetinchem te financieren. 